# Verônica Sacer
Verônica Sacer, nome artístico de Verônica de Souza Coutinho de Oliveira (Rio de Janeiro, 11 de junho de 1974) é uma cantora e compositora de música cristã contemporânea. Foi integrante do grupo Toque no Altar, tendo o deixado em 2007 e fundado o Trazendo a Arca. Para acompanhar seu marido, Davi Sacer, também cantor, deixou a banda em 2010, para trabalhar com ele em carreira solo.
Em 2014, lançou seu primeiro álbum solo, chamado Devo Seguí-lo.

## Biografia
Nascida na cidade do Rio de Janeiro, numa família de músicos, despertou interesse para a música logo cedo, sendo que aos cinco anos de idade seus parentes percebiam que era afinada. Desde então passou a cantar constantemente.
Continuou sendo uma cristã praticante em sua adolescência, e em sua juventude conheceu Davi Sacer, com quem se casou em 1995. Com ele, fez parte do Grupo Tabernáculo de Davi, liderado por Cláudio Claro, fazendo Parte dos CDs "Libertador" e "Espirito Santo" e da primeira formação do grupo Toque no Altar, onde gravou os CDs Toque no Altar, Restituição, Deus de Promessas e Olha pra Mim. Sua estreia como compositora foi no álbum Deus de Promessas, em que escreveu todas as canções do trabalho em parceria com seu marido e Ronald Fonseca. Sua composição "Deus de Promessas" venceu o Troféu Talento em 2006 na categoria Música do ano.
Com a divisão no Toque no Altar, Verônica foi uma das pessoas que comentaram publicamente o fato, alegando que deixou a banda porque ela havia se transformado em uma gravadora. No Trazendo a Arca, teve uma participação maior nos vocais, fazendo dueto com seu marido e Luiz Arcanjo.
Seu primeiro solo foi no álbum Salmos e Cânticos Espirituais, na canção "Ouve Oh! Deus", considerada uma novidade num disco da banda. Acompanhou seu marido, saindo do Trazendo a Arca em 10 de abril de 2010, retornando à membresia do Ministério Apascentar, igreja a qual faz parte até hoje. No disco Ao Deus das Causas Impossíveis gravou seu segundo solo, "Fonte".
Em 2014, anunciou o lançamento do seu primeiro álbum solo, Devo Segui-Lo, que contou com produção musical de Kleyton Martins e distribuição da gravadora Som Livre. Em 2018, lançou o single "Maravilhoso".
Em maio de 2020, durante a pandemia de COVID-19, Verônica Sacer se reuniu com os integrantes da formação original do Trazendo a Arca para um show virtual, com os quais gravou o álbum O Encontro. Antes da reunião, Verônica já tinha participado de um show do Trazendo a Arca em sua turnê final, em 2019.
Em setembro de 2023, comemorando 20 anos do álbum Toque no Altar, Verônica e Davi Sacer decidiram lançar o projeto Especial 20 Anos. O projeto reuniu músicas da trajetória dos intérpretes com o Trazendo a Arca, como "Sete Vezes Mais", "Invoca-Me" e "Serás Sempre Deus" com participação do baterista André Mattos e do baixista Deco Rodrigues, ambos do Trazendo a Arca, além do ex-integrante Ronald Fonseca. O projeto também contemplou músicas da carreira solo de Davi, como "Minh'alma Te Deseja" e "Te Amo Jesus".

## Discografia
- 2014: Devo Segui-Lo
- 2023: Especial 20 Anos